# Nekrolog 1231
Nekrolog
◄◄
| ◄
| 1227
| 1228
| 1229
| 1230
| 1231 | 1232 | 1233 | 1234 | 1235 | ► | ►►
Weitere Ereignisse | Allgemeiner Nekrolog 1231
Die Beschreibung der verstorbenen Person sollte so kurz wie möglich gehalten sein und nur deren signifikante Tätigkeit(en) enthalten.
Neue Namen ggf. auch unter dem Geburts- und Sterbedatum, also etwa unter 1. Januar und im Geburts- und Sterbejahr (2024) eintragen (nur bei entsprechender großer Wichtigkeit). Für Beispiele siehe die schon vorhandenen Artikel.
Außerdem über die fünf zuletzt Verstorbenen, zu denen es einen ausreichend guten Artikel für eine Präsentation auf der Hauptseite gibt, nach der todesbedingten Überarbeitung der Artikel ggf. auch unter Wikipedia Diskussion:Hauptseite informieren und sie am besten auch in den anderen Wikipedia-Sprachversionen eintragen. Tipp: Regelmäßig bei news.google.de nach „ist tot“, „gestorben“ oder „verstorben“ suchen.
Wenn eine Person gestorben ist, gibt es viele Seiten zu dieser Person in der Wikipedia, die davon auch betroffen sind und entsprechend aktualisiert werden müssen. Beispiele: Namenübersichtsseite, Geburtsjahr, Geburtsort-Seiten und viele mehr.
Wie finde ich die betroffenen Seiten?
Im Suchfeld auf der linken Seite gibt man den Suchbegriff so ein: „Vorname Nachname“. Dann klickt man auf Volltext und alle Seiten mit entsprechendem Suchtext werden aufgerufen. Hier sieht man dann schnell, wo auch das Todesjahr Sinn macht oder sogar ein Teil des Artikels angepasst werden muss. Auch hilft das „Werkzeug“ auf der linken Seite sehr gut, um solche Seiten aufzufinden: „Links auf diese Seite“. Somit ist die Wikipedia wieder aktuell in allen Bereichen! Hinweis: bei Eintragung der Kategorie „Gestorben JAHR“ wird der Missbrauchsfilter 49 ausgelöst, was jedoch nicht schlimm ist. Siehe: Spezial:Missbrauchsfilter/49
Dies ist eine Liste von im Jahr 1231 verstorbenen bekannten Persönlichkeiten. Die Einträge erfolgen innerhalb der einzelnen Daten alphabetisch sortiert. Tiere sind im Nekrolog für Tiere zu finden.

## März
| Tag      | Name               | Beruf, bekannt als                                                                 | Alter | Beleg |
| -------- | ------------------ | ---------------------------------------------------------------------------------- | ----- | ----- |
| 19. März | Rapoto II.         | Pfalzgraf von Bayern, Graf von Ortenburg sowie Graf von Kraiburg und Marquartstein |       |       |
| 29. März | Gerold von Waldeck | Bischof von Freising                                                               |       |       |

## April
| Tag      | Name                                 | Beruf, bekannt als                     | Alter | Beleg |
| -------- | ------------------------------------ | -------------------------------------- | ----- | ----- |
| 6. April | William Marshal, 2. Earl of Pembroke | englischer Peer, Marschall von England |       |       |

## Mai
| Tag     | Name        | Beruf, bekannt als      | Alter | Beleg |
| ------- | ----------- | ----------------------- | ----- | ----- |
| 7. Mai  | Beatrix II. | Pfalzgräfin von Burgund |       |       |
| 22. Mai | Ulschalk    | Bischof von Gurk        |       |       |

## Juni
| Tag      | Name               | Beruf, bekannt als                        | Alter | Beleg |
| -------- | ------------------ | ----------------------------------------- | ----- | ----- |
| 13. Juni | Antonius von Padua | portugiesischer Franziskaner und Heiliger |       |       |

## Juli
| Tag      | Name                        | Beruf, bekannt als         | Alter | Beleg |
| -------- | --------------------------- | -------------------------- | ----- | ----- |
| 2. Juli  | Heinrich I.                 | Markgraf von Baden         |       |       |
| 9. Juli  | Heinrich II. von Dischingen | Fürstbischof von Eichstätt |       |       |
| 11. Juli | Agnes von Beaujeu           | Gräfin von Champagne       |       |       |

## August
| Tag        | Name                       | Beruf, bekannt als                               | Alter | Beleg |
| ---------- | -------------------------- | ------------------------------------------------ | ----- | ----- |
| 3. August  | Richard Grant              | Erzbischof von Canterbury                        |       |       |
| 17. August | Dschalal ad-Din Mengübirti | letzter Herrscher der Choresm-Schahs             |       |       |
| 28. August | Eleonore von Portugal      | portugiesische Infantin und Königin von Dänemark |       |       |
| August     | Aurembiaix                 | Gräfin von Urgell                                |       |       |

## September
| Tag           | Name                      | Beruf, bekannt als                                            | Alter | Beleg |
| ------------- | ------------------------- | ------------------------------------------------------------- | ----- | ----- |
| 3. September  | Wilhelm II. von Dampierre | Herr von Dampierre und Saint-Dizier, Connetablé von Champagne |       |       |
| 15. September | Ludwig der Kelheimer      | Herzog von Bayern und Pfalzgraf bei Rhein                     | 57    |       |

## November
| Tag          | Name                    | Beruf, bekannt als                         | Alter | Beleg |
| ------------ | ----------------------- | ------------------------------------------ | ----- | ----- |
| 6. November  | Tsuchimikado            | 83. Tennō von Japan                        | 35    |       |
| 17. November | Elisabeth von Thüringen | Heilige des Mittelalters                   | 24    |       |
| 28. November | Waldemar                | dänischer Mitregent und König von Dänemark |       |       |

## Dezember
| Tag          | Name                | Beruf, bekannt als           | Alter | Beleg |
| ------------ | ------------------- | ---------------------------- | ----- | ----- |
| 11. Dezember | Ida von Nivelles    | Nonne, Mystikerin und Selige |       |       |
| 25. Dezember | Folquet de Marselha | Abt, Bischof und Trobador    |       |       |

## Datum unbekannt
| Tag | Name                      | Beruf, bekannt als                                      | Alter | Beleg |
| --- | ------------------------- | ------------------------------------------------------- | ----- | ----- |
|     | Abd al-Latif al-Baghdadi  | arabischer Universalgelehrter, Historiker und Mediziner |       |       |
|     | Bertrand de Thessy        | Großmeister der Johanniter                              |       |       |
|     | Elisabeth von Brandenburg | Landgräfin von Thüringen                                |       |       |
|     | Iso von Wölpe             | Bischof von Verden                                      |       |       |
|     | Osbert                    | schottischer Geistlicher, Bischof von Dunblane          |       |       |
|     | Władysław III.            | Herzog von Polen                                        |       |       |
|     | Zhao Rukuo                | chinesischer Handelsbeamter der Zeit der Song-Dynastie  |       |       |